# The Sims Medieval
The Sims Medieval er et computerspil i The Sims-serien, som er udviklet og udgivet af Electronic Arts til Microsoft Windows og Mac OS X. Spillet foregår i et middelaldertema hvor simmeren nu skal opbygge et kongerige mens de spiller.

## Jobs
- Læge
- Købmand
- Ridder
- Spion
- Troldmand
- Monark
- Smed
- Skjald
- Jakobinerpræst
- Petersk Præst